# Ильенков, Александр Иванович
Александр Иванович Ильенков (13 мая 1937, д. Любимовка, Западная область — 14 февраля, 2010, Москва) — советский партийный и государственный деятель, первый секретарь Тверского обкома КПСС (1990—1991), председатель Калининского облисполкома (1979—1987).

## Биография
Окончил Кашинский зооветтехникум (1958), Великолукский сельскохозяйственный институт (1966).
С 1957 г. на комсомольской и партийной работе в Калининской области:
- 1957—1960 гг. — первый секретарь Кашинского райкома ВЛКСМ,
- 1960—1963 гг. — второй секретарь Калининского обкома ВЛКСМ,
- 1963—1964 гг. — первый секретарь Калининского сельского обкома ВЛКСМ,
- 1964—1965 гг. — секретарь парткома Бежецкого производственного колхозно-совхозного управления,
- 1965—1968 гг. — первый секретарь Сонковского райкома КПСС,
- 1968—1974 гг. — первый секретарь Кашинского райкома КПСС,
- 1974—1979 гг. — начальник Калининского облсельхозуправления.

В 1979—1987 гг. — председатель исполкома Калининского областного Совета,
в 1987—1989 гг. — первый заместитель председателя Комитета народного контроля РСФСР,
в 1989—1990 гг. — заместитель председателя Комитета народного контроля СССР,
в 1990—1991 гг. — первый секретарь Тверского обкома КПСС.
В 1994—2000 гг. — председатель союза «Сельхозлес».
Член КПСС с 1958 г. Член ЦК КПСС в 1990—1991 гг.
Депутат Верховного Совета РСФСР 10 и 11 созывов.
Народный депутат РСФСР, член Совета Национальностей Верховного Совета РФ (1990—1993), член Комиссии Совета Национальностей Верховного Совета по национально-государственному устройству и межнациональным отношениям.
С 2000 г. на пенсии.
Похоронен на Перепечинском кладбище  г. Москвы.

## Награды и звания
Награждён орденами Октябрьской революции, Трудового Красного Знамени, «Знак Почёта» и многими медалями.